# Lapidaria
Lapidaria – zapiski i notatki Ryszarda Kapuścińskiego ogłaszane drukiem w kilku częściach. Lapidaria były zapisywane spontanicznie i obejmują notatki od roku 1980 do 2006. Pierwsza część zawiera także zapiski z podróży do Meksyku z roku 1972.
Lapidaria nie stanowią spójnej całości, są zbiorem oderwanych od siebie zapisków. Sam Kapuściński sceptycznie oceniał publikację wyborów z Lapidariów, gdyż, jak twierdził: książka bowiem nie powinna być kolekcją najlepszych fragmentów, gdyż stanie się czymś w rodzaju ciasta składającego się z samych rodzynek – więc rzeczą niejadalną, niestrawną, a w naszym wypadku – nieczytelną.

## Części Lapidariów
1. Lapidarium (1990)
2. Lapidarium II (1995)
3. Lapidarium III (1997)
4. Lapidarium IV (2000)
5. Lapidarium V (2001)
6. Lapidarium VI (2007)

Pierwsze trzy części Lapidariów zostały wznowione w jednym tomie w roku 2002.